# Bransgore
Bransgore – wieś w Anglii, w hrabstwie Hampshire, w dystrykcie New Forest. Leży 41 km na południowy zachód od miasta Winchester i 139 km na południowy zachód od Londynu.